# Rivula tanitalis
Rivula tanitalis là một loài bướm đêm trong họ Erebidae.